# Ваттвиль
Ваттвиль (нем. Wattwil) — коммуна в Швейцарии, в кантоне Санкт-Галлен.
Входит в состав округа Тоггенбург. Официальный код — 3377.

## История
Ваттвиль впервые упоминается в 897 году (упоминается как Wattwil Wattinwilare — усадьба Ватто). В XIX и начале XX века Ваттвиль была важным центром текстильной промышленности.
На 31 декабря 2010 года население составляло 8130 человек.
1 января 2013 года в состав коммуны Ваттвиль вошла бывшая коммуна Кринау.